# Draconarius incertus
Draconarius incertus är en spindelart som beskrevs av Wang 2003. Draconarius incertus ingår i släktet Draconarius och familjen mörkerspindlar. Inga underarter finns listade i Catalogue of Life.